# 46. sydlige breddekreds
Den 46. sydlige breddekreds (eller 46 grader sydlig bredde) er en breddekreds, der ligger 46 grader syd for ækvator. Den løber gennem Atlanterhavet, det Indiske Ocean, Australasien, Stillehavet og Sydamerika.
I det Subantarktis Indiske Ocean ca. 2000 km sydøst for Cape Town ligger Prince Edward Islands ved 46. sydlige breddekreds.